# Tigridania quadricincta
Tigridania quadricincta là một loài bướm đêm thuộc phân họ Arctiinae, họ Erebidae.